# Berg (São Galo)
Berg é uma comuna da Suíça, no Cantão São Galo, com cerca de 865 habitantes. Estende-se por uma área de 3,74 km², de densidade populacional de 231 hab/km². Confina com as seguintes comunas: Arbon (TG), Mörschwil, Roggwil (TG), Steinach, Wittenbach.
A língua oficial nesta comuna é o Alemão.